# Milky Chance
Milky Chance este o trupă germană de folk, originară din orașul Kassel. Aceasta este formată din vocalistul și chitaristul Clemens Rehbein, DJ-ul și producătorul Philipp Dausch, și chitaristul Antonio Greger. 
Primul single "Stolen Dance" a fost lansat în aprilie 2013, ajungand pe locul 1 in topurile din mai multe țări, inclusiv Austria, Franța, Belgia (Valonia), Elveția, Polonia, Cehia și Ungaria. A câștigat, de asemenea, premiile Radioului 1Live Krone pentru Cel Mai Bun Single.
Albumul lor de debut "Sadnecessary" a fost lansat în octombrie 2013, cu single-uri precum "Down by the River", ''Flashed Junk Mind''. Albumul a ajuns pe locul 14 în Germania, iar în anul 2014 site-ul de muzicăSPIN a anunțat că "Sadnecessary" este albumul săptămânii. SPIN a ținut să clarifice faptul că "marea majoritate a single-urilor de pe albumul ''Sadnecessary'' urmează modelul single-ului de debut al colecției, cu octave joase și ritmuri lente de chitară." Trupa și-a făcut debutul la TV în timpul emisiunii ''Jimmy Kimmel Live!'', în octombrie 2014, și, de asemenea, a câștigat European Border Breakers Award în acea lună. Membrii trupei au început un turneu în America de Nord la sfârșitul anului 2014, concertând în diferite locații, cum ar fi House of Blues și au participat la festivaluri precum Coachella Valley Music Festival de Artă.

## Începuturile carierei

### Întemeierea trupei
Fiind colegi ai aceleiași școli, Clemens Rehbein și Philipp Dausch și-au terminat studiile liceale la Jacob Grimm-Schule din Kassel, Germania, în 2012. Ambii au făcut parte dintr-o trupă de jazz cunoscută sub numele de ''Flown Tones'', unde Rehbein obijnuia să cânte la chitară bas iar Dausch era chitarist. Trupa s-a dezmembrat după ce toboșarul a părăsit formația; totuși, Dausch și Rehbein au continuat să colaboreze, având o conexiune bună și lucrând excelent împreună. Au combinat ritmurile electronice cu chitara acustică si au adăugat apoi propria lor voce pe versuri compuse chiar de ei. Rehbein a scris cele mai multe dintre melodii acasă, încărcându-le apoi pe YouTube, unde au câștigat treptat aprecierea unui public, la început, foarte restrâns.

### 2013: Single-ul de debut: "Stolen Dance"
După doar două săptămâni, în urma a două spectacole live, în anul 2013, trupa a înregistrat albumul de debut într-un studio improvizat în casa lui Rehbein, unde acesta locuise în timpul copilăriei sale. Înainte de finisare și lansarea oficială a înregistrarii, grupul a publicat mai multe single-uri pe SoundCloud și YouTube. Într-un interviu cu Edmonton's Sonic 102.9, trupa a declarat că le-a luat trei ani pentru a scrie piesa "Stolen Dance". Prima dată, single-ul, a fost încărcat pe YouTube în data de 4 aprilie 2013, ei având așteptări scăzute legate de reacția publicului. Cu toate acestea, piesa a devenit rapid un hit , adunând milioane de vizualizari. SPIN a relatat ulterior despre videoclipul single-ului: "Clipul pentru "Stolen Dance" creează o perspectivă vizuală pentru artist într-un mod în care acesta se simte definitiv, însă nu în totalitate conștient de sine. Este calm fără a fi static, evocator, fără a fi provocator, prostesc, dar niciodată o prostie." Videoclipul a fost cel mai căutat subiect în acea perioadă pe site-ul de muzică HypeM, iar în luna mai a anului 2017, Stolen Dance a ajuns la peste 300 de milioane de vizualizări pe YouTube. Imediat după ce videoclipul a fost lansat, piesa "Stolen Dance" a fost puclicată ca single sub semnătura casei de discuri Lichtdicht Records pe data de 5 aprilie 2013, ajungând numărul 1 în Germania, Austria, Luxemburg, Elvețiași Franța. De asemenea, piesa a dominat topurile din Belgia, Polonia, Republica cehă și Ungaria. Aceasta a ajuns numărul 1 și în topul Billboard Alternative. Trupa Milky Chance a avut primul lor spectacol la un festival numit Dockville, în Hamburg, unde au participat aproximativ 5.000 de oameni.
Formația a dorit să treacă la pasul următor și să ajungă la publicul internațional. Au concertat la Reeperbahn Festival în Hamburg, Germania, iar un reprezentant de la Ignition Records, care participase la concert, a dorit o colaborare. Managerul trupei a stabilit o întâlnire și au ajuns la un acord de distribuție.
Trupa a început un turneu de peste 100 de concerte pe continentul european, conducând mașina prin toată Europa cu doar "o chitara si un pachet de cărți de joc."

### 2013: "Sadnecessary"
''Sadnecessary'' este primul album de studio, lansat în Germania pe 1 octombrie 2013. Albumul include single-urile "Stolen  Dance" și "Down by the River". Albumul a urcat până pe locul 14, în Germania, și s-a clasat pe Locul 17 în Billboard 200.  Trupa a desfășurat un turneu de promovare al albumului, iar pe 5 decembrie 2013, au câștigat premiul radioului 1Live Krone pentru "Stolen Dance", fiind numit Cel Mai Bun Single.
"Down by the River", un cântec de pe albumul ''Sadnecessary'', a fost re-lansat, ca single, pe data de 28 martie 2014, în Germania, prin intermediul casei de discuri Lichtdicht Records. Piesa a intrat în topurile din Franța, Germania, Elveția și Marea Britanie, și, de asemenea, a aparut în jocul EA Sports, FIFA 15. După un turneu de promovare, care s-a dovedit a fi de succes, hitul "Stolen Dance" a fost făcut disponibil într-o versiune pentru radio și în două alte versiuni diferite ale Stolen Dance EP, sub diferite etichete, și în regiuni cum ar fi în Luxemburg (unde, de asemenea, a ajuns numărul 1), Australia, SUA, Canada și Noua Zeelandă.
Albumul ''Sadnecessary'' a fost nominalizat pentru premiile IMPALA, la categoria European Independent Album of the Year

### 2014: Recunoașterea Internațională
Primul lor spectacol în Statele Unite a fost în octombrie 2014, într-un show de la [ Bowery Ballroom] din New York. ''Sadnecessary'' a fost lansat în Statele Unite la un an diferențăun după lansarea sa în Germania, fiind publicat  pe 14 octombrie 2014. Acesta a primit în mare parte recenzii pozitive din partea criticilor nord-americani și, în termen de o zi de la lansarea sa, SPIN a declarat că ''Sadnecessary'' este Albumul Săptămânii.
Trupa și-a făcut debutul la TV în timpul emisiunii ''Jimmy Kimmel Live!'', pe 22 octombrie 2014, și în acea zi a fost nominalizată pentru Best Band de către radioul german 1Live Krone. De asemenea, trupa a câștigat European Border Breakers Award tot în acea lună, iar pe 16 septembrie 2014, a fost nominalizată la categoria Best German Act la MTV European Music Awards. Au avut, de asemenea, un turneu în Statele Unite ale Americii și Canada la sfârșitul anului 2014.Cei trei artiști ai trupei au fost invitați la Tonight Show cu Jimmy Fallon, și au concertat la House of Blues în aprilie 2015. Trupa are planuri de a reveni la Boston, ca parte a viitorului turneu nord-american, numit Nord-American Summer Tour. De asemenea, în luna aprilie, a anului 2016, au concertat la Coachella Valley Music Festival de Artă.  Albumul ''Sadnecessary'' a intrat în top Billboard 200, rămânând acolo timp de 23 de săptămâni. ''Stolen Dance" s-a clasat în Shazam Hall Of Fame pe locul 15, ca una dintre cele mai căutate piese ale aplicației Shazam din toate timpurile.
Trupa a fost nominalizată la categoriile Best Group și Best Newcomer la premiile Echo din Germania.

## Stil și echipamente
| Imagine indisponibilă                                |  | Imagine indisponibilă |
| Philipp Dausch (stânga) și Clemens Rehbein (dreapta) |  |                       |

Trupa germană încorporează elemente de folk, reggae și jazz. Publicația USA Today descrie trupa ca "o combinație de cântăreți și compozitori cu beat-uri electronice." Site-ul muzical Noisey a scris: "Perechea îmbină cu măiestrie genul house și beat-urile electronice cu muzica reggae și influențe R&B. Trupa a citat diverși artiști din muzica rock și reggae ca influențe, precum Bob Marley, Ray Charles, și John Frusciante, chitaristul formației americane Red Hot Chili Peppers.
Trupa folosește un echipament destul de simplu, atât în studio, cât și în concertele live; chiar și înregistrările lor de debut fiind înregistrate doar cu ajutorul unui MacBook Pro, o chitară și un microfon, folosind stația de ediate audio Logic Pro. Rehbein obijnuiește să creeze de multe ori o melodie la chitară, fără versuri, în timp ce Dausch produce apoi piesa implicită. De asemenea, grupul efectuează periodic și înregistrări acustice, având drept invitați diverși instrumentiști.

## Membrii trupei
Membrii actuali
- Clemens Rehbein (2012–present) – voce, chitară
- Philipp Dausch (2012–present) – stație de editare audio, platane, tobe, percuție, voce de fundal
- Antonio Greger (2015–present) – chitară, muzicuță, chitară bas

## Lectură suplimentară

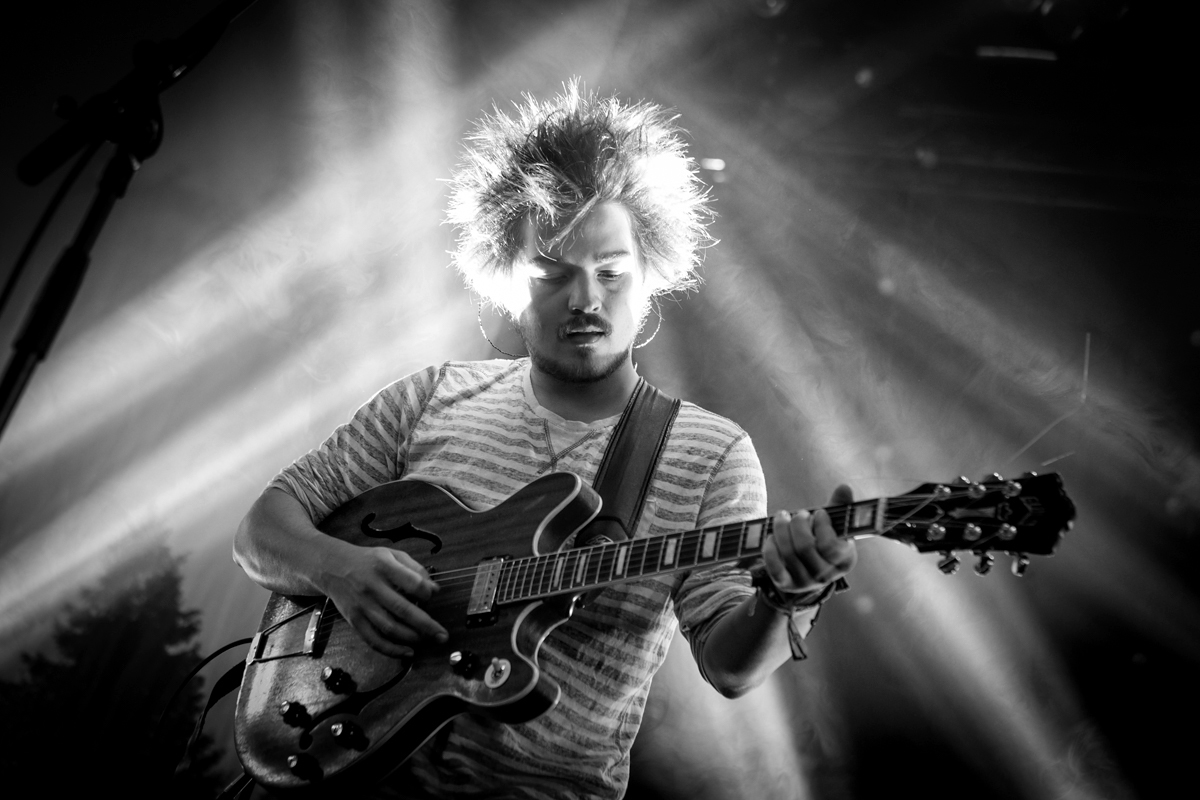
Clemens Rehbein concertează în Open Air, St. Gallen în 2014

## Premii și nominalizări
| An   | Premiul                         | Nominalizat de muncă | Categorie                  | Rezultatul   |
| ---- | ------------------------------- | -------------------- | -------------------------- | ------------ |
| 2013 | 1Live Krone                     | "Stolen Dance"       | BestSingle                 | Câștigat     |
| 2014 | 1Live Krone                     | Milky Chance         | Best Band                  | Nominalizare |
| 2014 | MTV European Music Awards       | Milky Chance         | Best German Act            | Nominalizare |
| 2014 | Los Premios 40 Principales      | Milky Chance         | Best Internațional New Act | Nominalizare |
| 2015 | European Border Breakers Awards | Sadnecessary         | Best Album                 | Câștigat     |
| 2015 | European Border Breakers Awards | Milky Chance         | Public Choice Award        | Nominalizare |

## Discografie
Albume de Studio
- Sadnecessary (2013)
- Blossom (2017)

Înregistrări extinse

- Stolen Dance EP (2013)